# پرسی ویلیامز
پرسی ویلیامز (انگلیسی: Percy Williams؛ زاده ۱۹ مهٔ ۱۹۰۸ – درگذشته ۲۹ نوامبر ۱۹۸۲) یک ورزشکار اهل کانادا بود.